# Resistance (album)
Resistance – trzynasty album studyjny Burning Speara, jamajskiego wykonawcy muzyki reggae.
Płyta została wydana w roku 1985 przez Burning Music, własną wytwórnię Speara. Nagrania zarejestrowane zostały w studiu Tuff Gong w Kingston. Ich produkcją zajął się sam wokalista. Spearowi akompaniowali muzycy sesyjni z założonej przez niego grupy The Burning Band.
W roku 1986 krążek został nominowany do nagrody Grammy w kategorii najlepszy album reggae. Była to pierwsza nominacja do tej statuetki w karierze muzyka.
Album doczekał się dwóch reedycji, wydanych przez Heartbeat Records w roku 1990 oraz ponownie przez wytwórnię Speara w roku 2003 (wraz z dwoma niepublikowanymi wcześniej utworami).

## Lista utworów

### Strona A
1. "Resistance"
2. "Mek We Yadd"
3. "Holy Foundation"
4. "Queen Of The Mountain"
5. "The Force"

### Strona B
1. "Jah Say"
2. "We Been There"
3. "Jah Feeling"
4. "Love To You"

### Dodatkowe utwory w reedycji
1. "First Continent"
2. "Jah"

## Muzycy
- Lenford Richards - gitara
- Devon Bradshaw - gitara rytmiczna
- Anthony Bradshaw - gitara basowa
- Winston Rodney - perkusja
- Nelson Miller - perkusja
- Alvin Haughton - perkusja
- Richard Johnson - organy, fortepian, syntezator
- Robert Lynn - syntezator
- Dean Fraser - saksofon
- Bobby Ellis - trąbka
- David Madden - trąbka
- Ronald "Nambo" Robinson - puzon